# Paracoptacra cauta
Paracoptacra cauta är en insektsart som beskrevs av Karsch 1896. Paracoptacra cauta ingår i släktet Paracoptacra och familjen gräshoppor. Inga underarter finns listade i Catalogue of Life.